# Isaura Gomes
Isaura Gomes (1944) é uma farmacêutica e política cabo-verdiana.

## Biografia
Gomes concluiu o ensino secundário como a melhor aluna da sua turma, mas não obteve uma bolsa de estudos para uma universidade em Portugal, já que a bolsa foi dada ao filho de um cidadão português, embora ele tivesse notas mais baixas do que ela. No entanto, logo depois o único dentista de Cabo Verde ajudou-a a obter uma bolsa de estudos completa para estudar farmácia na Universidade de Coimbra, onde também recebeu bolsas de estudos e deu aulas particulares aos seus colegas de turma. Depois de se formar em 1967, trabalhou em Portugal brevemente antes de retornar a Cabo Verde em 1970.
Depois de retornar a Cabo Verde, liderou as atividades secretas do Partido Africano da Independência de Cabo Verde em São Vicente; Cabo Verde tornou-se independente em 1975. Entre 1975 e 1981, foi a primeira e única deputada do partido, gerando um avanço na questão dos direitos das mulheres dentro do partido. Também ajudou a fundar a Organização Nacional das Mulheres de Cabo Verde e foi fundamental para que as leis nacionais legalizando o aborto fossem aprovadas. Deixou o partido em 1981 por falta de apoio a um sistema multipartidário em Cabo Verde, conforme desejava.
Na década de 1980, Gomes foi uma importante figura para o desenvolvimento do sistema médico de Cabo Verde, atuando como diretora nacional de farmácias e treinando seus técnicos de laboratório e farmácia. Também foi importante em meados da década de 1980 para ajudar a garantir o reconhecimento internacional à cantora cabo-verdiana Cesária Évora, que era sua amiga. Em 1989, abriu seu próprio laboratório clínico e farmácia. De 1997 a 2003, foi presidente da Associação de Mulheres Empresárias de Cabo Verde e, em 2001, foi presidente da Federação de Associações de Promoção da Mulher de Cabo Verde. Em 2004, tornou-se prefeita de São Vicente, sendo a primeira prefeita de Cabo Verde; ela já havia concorrido cargo em 2000. Em 2005, ingressou no Movimento para a Democracia, e em 2008 foi reeleita prefeita. Em 2011, renunciou ao cargo de prefeita, afirmando que a renúncia era motivada por motivos de saúde.

### Nota
- Este artigo foi inicialmente traduzido, total ou parcialmente, do artigo da Wikipédia em inglês cujo título é «Isaura Gomes», especificamente desta versão.